# Synagoge (Luttange)

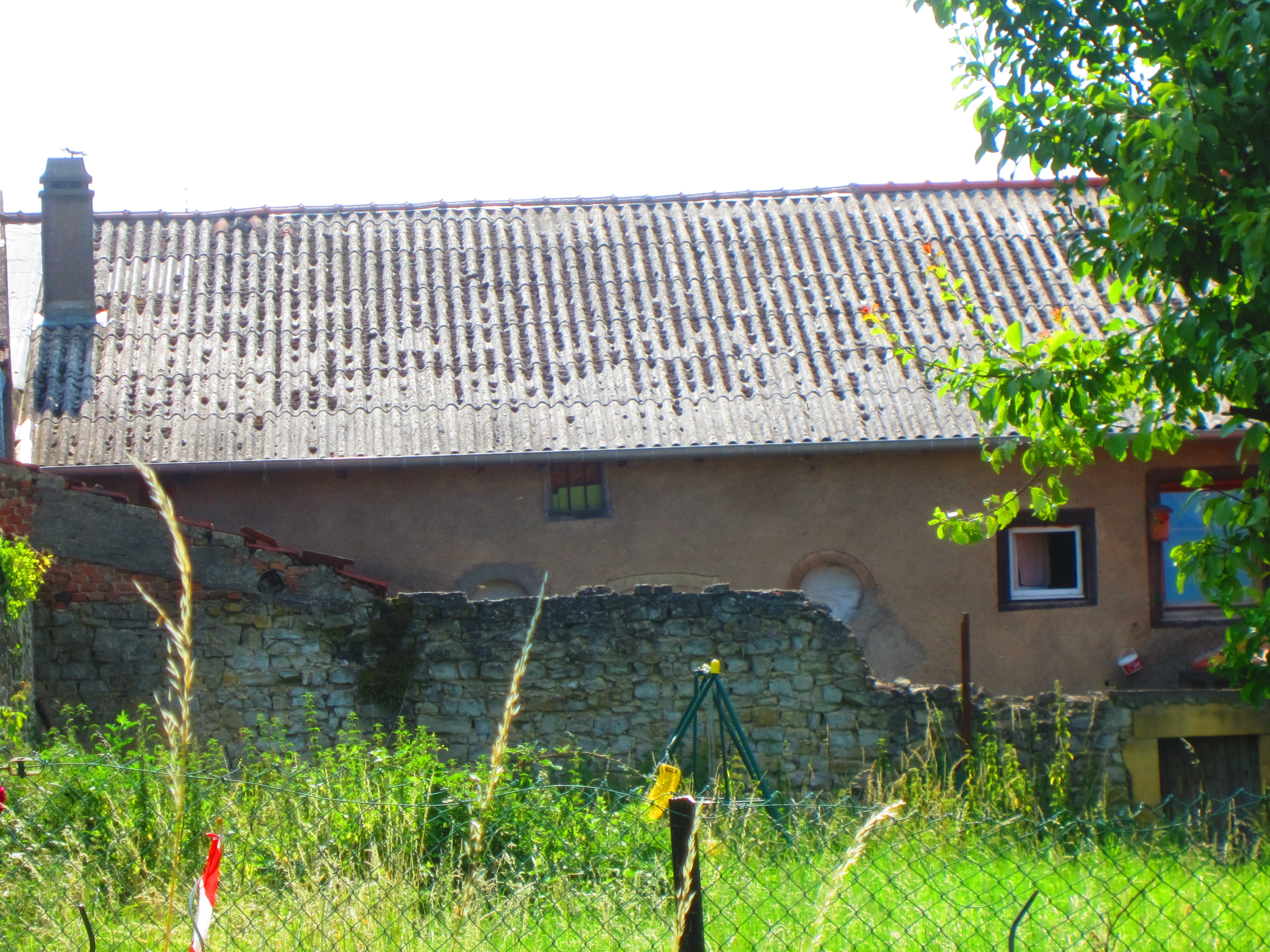
Ehemalige Synagoge in Luttange

Die Synagoge in Luttange, einer Gemeinde im Département Moselle in der französischen Region Grand Est, wurde 1786 errichtet. Die profanierte Synagoge steht in der Rue Maréchal Foch.
Der schlichte Bau wurde kurz vor der Revolution im Jahr 1789 errichtet. Während des Ancien Régime durften die Synagogen in Frankreich, in den meisten Regionen war die Niederlassung von Juden verboten, von außen kaum als solche erkennbar sein.
Die Synagoge wurde 1923 von der Gemeinde aufgegeben und danach zu einem Wohnhaus umgebaut. Von außen erinnern noch zwei Rundfenster an den ursprünglichen Synagogenbau.